# Zbrodnia w Brzusce
Zbrodnia w Brzusce – zbrodnia dokonana 11 kwietnia 1945 na ukraińskiej ludności wsi Brzuska przez oddziały akowskie (przypuszczalnie ze Zgrupowania Warta) i BCh wraz z okolicznymi polskimi chłopami.
Zamordowały one około 180 mieszkańców Brzuski, z czego prawie połowę stanowiły kobiety i dzieci. Zamordowano również siekierami miejscowego greckokatolickiego proboszcza, Ołeksija Biłyka, wraz z rodziną. Osoby ocalałe z pogromu zostały wysiedlone na obszar radzieckiej Ukrainy. 
W tym samym dniu zamordowano również wiele osób w sąsiednich wioskach: Sufczyna (zbrodnia w Sufczynie) – 26 osób, i Bachów (zbrodnia w Bachowie) – od 70 od 100 osób.